# 古瀬祐気
古瀬 祐気（ふるせ ゆうき、Yuki Furuse）は、日本の医師、医学者。東京大学新世代感染症センター 感染系微生物学分野 教授。学位は博士（医学）（東北大学・2010年）。専門はウイルス学、感染症学、疫学など。

## 経歴・人物
東邦大学付属東邦中学校・高等学校卒業。2010年、東北大学大学院医学系研究科において大学卒業より先に博士号を授与され、その翌年に同大学医学部医学科を卒業。医師免許を取得し、成田赤十字病院小児科などで初期臨床研修医を務めた。
基礎医学研究を行うためデューク大学に博士研究員として渡米。帰国後は、東北大学学際科学フロンティア研究所、京都大学ウイルス・再生医科学研究所（現 京都大学医生物学研究所）で助教や准教授として研究・教育活動に従事した。
2022年、長崎大学大学院医歯薬学総合研究科に『ウイルス学分野』が新設され、初代教授に着任。同時期には、島原病院小児科や長崎大学病院感染症内科で診療業務にも従事した。2024年、東京大学新世代感染症センターに異動し、教授として『感染系微生物学分野』を立ち上げた。
世界各地のフィールドで感染症研究を展開しているほか、世界保健機関、国際緊急援助隊、厚生労働省などで感染症公衆衛生に関するアドバイザーを務めており、テレビ等メディア報道番組に出演し感染症についての解説も行っている。また、仙台を中心に活動しているロックバンド『アメリカンショートヘア』の元メンバー。

## 著書

### 単著
- 『ウイルス学者さん、うちの国ヤバいので来てください。』中央公論新社〈中公新書ラクレ〉、2024年1月10日。ISBN 978-4121508089。

### 共著
- 『ネオウイルス学』集英社〈集英社新書〉、2021年3月17日。ISBN 978-4087211597。
- 『新型コロナウイルス感染症-課題と展望-』法研〈医研シリーズ〉、2023年3月12日。ISBN 978-4867560198。

など

## 所属学会
- 日本ウイルス学会
- 日本感染症学会
- 日本細菌学会
- International Society for Infectious Diseases